# Institut Valdôtain de l'Artisanat de Tradition
L'Institut Valdôtain de l'Artisanat de Tradition (che significa, in italiano, Istituto Valdostano dell'Artigianato di Tradizione) è un istituto regionale della Valle d'Aosta, creato nel 1985 che si occupa di salvaguardare l'artigianato valdostano tramite l'istituzione di un marchio di qualità regionale (il marchio IVAT).
Il marchio è concesso da una commissione tecnica che valuta ogni singolo pezzo l'originalità, il rispetto di tecniche tradizionali, l'uso di materiali tradizionali (legno, ferro, pietra, cuoio, tessuti) e prodotti assimilati (ceramica, vetro) che sono prodotti all'interno della regione.
Con la l.r. del 10/2007 l'IVAT gestisce il Museo dell'Artigianato Valdostano di Tradizione che si occupa della salvaguardia e valorizzazione del patrimonio artigianale. L'institut gestisce altresì 7 boutique distribuite su tutto il territorio valdostano che si occupano della commercializzazione dei prodotti dell'artigianato tradizionale.

## Sede Amministrativa
Via Chambéry, 95
11100 Aosta

## Boutique
Nelle boutique IVAT è possibile acquistare il solo artigianato valdostano garantito dal marchio IVAT che ne attesta la provenienza e l'autenticità. La parola d'ordine è infatti trasparenza poiché tutti i prodotti in vendita sono contrassegnati da un marchio depositato che garantisce la produzione in loco.
Una rete di negozi che ti offre una “Fiera di Sant'Orso” che dura tutto l'anno con il meglio delle produzioni delle imprese artigiane valdostane, dagli oggetti in legno ai prodotti tessili, dal ferro alla ceramica.
I sette punti vendita della rete IVAT sono dislocati sul territorio regionale:
Place Émile Chanoux, 11 - 11100 Aosta
Rue de l'église - 11020 Antagnod (Ayas)
Rue Abbé Gorret, 6 - 11020 (Breuil-Cervinia)
Passage au fort (Forte di Bard) - 11020 Bard
Via Docteur César Grappein, 32 - 11012 Cogne
Via della Chiesa (Rue de l'église) - 11013 Courmayeur
Rue du Mont Rose, 5 - 11025 Gressoney-Saint-Jean